# چله لیگور
چله لیگور (به ایتالیایی: Celle Ligure) یک کومونه در ایتالیا است که در استان ساونا واقع شده‌است.

## خصوصیات
چله لیگور ۹٫۶ کیلومترمربع مساحت و ۵٬۳۴۲ نفر جمعیت دارد.

## خواهرخوانده
شهر تسله خواهرخواندهٔ چله لیگور هست.